# Visa (navn)
 For alternative betydninger, se Visa (flertydig). (Se også artikler, som begynder med Visa)
Visa er et finsk drengenavn. Navnet bæres ved udgangen af 2006 af 1.120 finske mænd og 2 finske kvinder. I dette årtusinde er navnet givet til 118 drenge og 1 pige. 

## Berømte finske Visa’er
- Visa Hongisto, hurtigløber
- Visa Koiso-Kanttila, filminstruktør
- Visa Mäkinen, filmproducer
- Visa Salojärvi, tv-meteorolog

## Eksterne kilder
1. ↑  "Befolkningsregistercentralen i Finland, navnetjenesten". Arkiveret fra originalen 22. juni 2007. Hentet 27. februar 2007.